# Kaihua (häradshuvudort i Kina)
Kaihua (kinesiska: 开化) är en häradshuvudort i Kina. Den ligger i provinsen Yunnan, i den sydvästra delen av landet, omkring 250 kilometer sydost om provinshuvudstaden Kunming.
Runt Kaihua är det ganska tätbefolkat, med 155 invånare per kvadratkilometer. Närmaste större samhälle är Wenshan City, 2,8 km väster om Kaihua. I omgivningarna runt Kaihua växer huvudsakligen savannskog.
Genomsnittlig årsnederbörd är 1 627 millimeter. Den regnigaste månaden är juli, med i genomsnitt 360 mm nederbörd, och den torraste är februari, med 16 mm nederbörd.